# جاك جولدسوين
جاك جولدسوين (بالإنجليزية: Jack Goldswain)‏ مواليد 22 يوليو 1878 في لندن - الوفاة 5 نوفمبر 1954، كان ملاكم محترف بريطاني صنّف ضمن فئة الوزن الخفيف.

## إحصائيات
خاض خلال مسيرته 134 نزالا، فاز في 82 وتعادل في 12 وخسر في 40. فاز بالضربة القاضية في 34 نزالا.

## روابط خارجية
- جاك جولدسوين على موقع بوكس ريك (الإنجليزية) (registration required)